# リストラック＝メドックAOC
リストラック＝メドック （Listrac-médoc）は、フランス、リストラック・メドックだけで生産されるAOCワイン。6つあるメドックの村名AOCのひとつで、赤ワインのみが作られている。
ほかのメドックの村名AOCより20年ほど遅れて1957年に指定を受けている。初めは「リストラック」であったが、1986年にコミューン名と同じ現在の名称に変更された。そのためワインの参考書などでは、今も「リストラック」で出ていることが多い。
格付けされているシャトーはまだないが、カベルネ・ソーヴィニョンとメルローを主体に作られるワインは、ほかの村名つきのメドックワインに比べるとやや軽めであるが、比較的バランスのとれた飲み口の良いワインとされている。